# Lotus Europa
Lotus Europa er en todørs coupé, der blev produceret af Lotus Cars fra 1966 til 1975. I 2006 påbegyndte Lotus produktionen af en helt ny bil, Lotus Europa S,  baseret et design fra Lotus Elise.
Lotus Europa benyttede et minimalistisk stålchassis udviklet af Lotus' grundlægger Colin Chapman. Samme chassis blev anvendt i Lotus Elan. 

## Eksterne links
- 2008 Lotus Europa SE - Motor Trend Arkiveret 5. september 2015 hos  Wayback Machine

| Stub | Spire Denne bilrelaterede artikel er en spire som bør udbygges. Du er velkommen til at hjælpe Wikipedia ved at udvide den. |